# Михайловка (Дзержинский район)
Михайловка — село в Дзержинском районе Красноярского края. Административный центр Михайловского сельсовета.

## История
Село было основано в 1901 году. По данным 1926 года в Михайловке имелось 184 хозяйства и проживало 959 человек (472 мужчины и 487 женщин). В национальном составе населения преобладали белорусы. В административном отношении Михайловка являлась центром Михайловского сельсовета Рождественского района Канского округа Сибирского края.

## Население
| 2010 |
| ---- |
| 195  |

## Известные жители
- Наумов, Юрий Михайлович (1956—1999) — командир вертолёта, Герой России.